# Antirrhea avernus
Antirrhea avernus är en fjärilsart som beskrevs av Hoppfer 1874. Antirrhea avernus ingår i släktet Antirrhea och familjen praktfjärilar. Inga underarter finns listade i Catalogue of Life.